# Anabate à col blanc
Anabazenops fuscus
Espèce
Répartition géographique
Statut de conservation UICN

LC : Préoccupation mineure
L'Anabate à col blanc (Anabazenops fuscus) est une espèce d'oiseaux de la famille des Furnariidae. Cette espèce vit dans la forêt atlantique, dans le Sud-Est du Brésil.

## Systématique
L'espèce Anabazenops fuscus a été décrite pour la première fois en 1816 par l'ornithologue français Louis-Pierre Vieillot (1748-1830) sous le protonyme Sitta fusca.